# Lendak

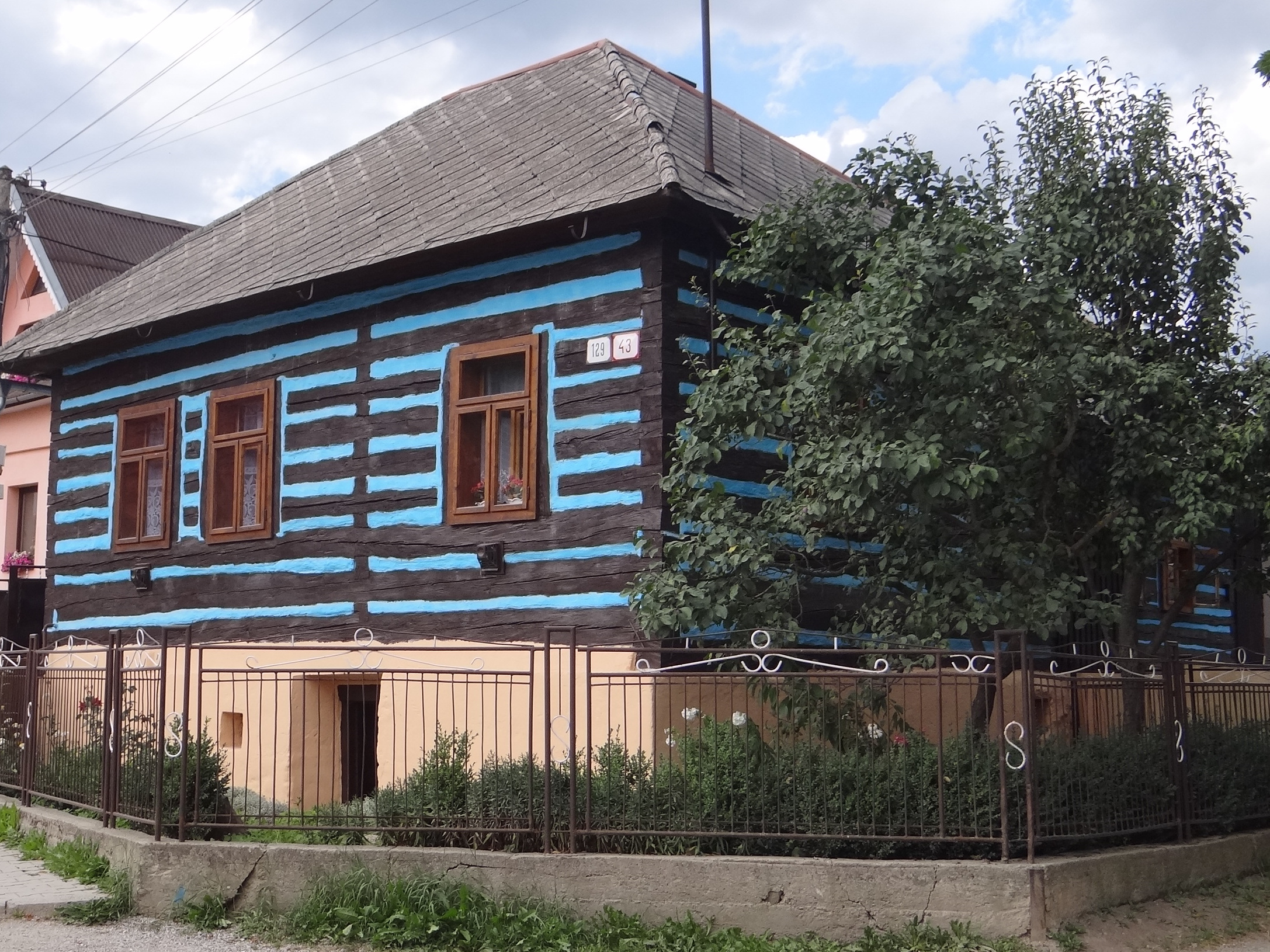
Tradycyjny dom

Lendak (węg. Lándok, niem. Landeck) – wieś gminna (obec) w północnej Słowacji leżąca w powiecie Kieżmark, w kraju preszowskim.

## Położenie
Lendak leży w północno-zachodniej części Kotliny Popradzkiej, w odległości 3 km na wschód od Tatrzańskiej Kotliny. Zabudowania miejscowości rozciągają się wzdłuż doliny potoku Rieka (lewy dopływ Bielskiego Potoku). Po północnej stronie miejscowości wznoszą się wzniesienia Magury Spiskiej: Pálenica (1175 m), Krivé (992 m) i Valtín (936 m). Przez miejscowość przechodzi droga łącząca Białą Spiską (Spišská Belá) z Tatrzańską Kotliną.

## Historia
Wieś powstała na początku XIII w., pierwsza pisemna wzmianka na jej temat pochodzi z 1288 roku. Mieszkańcy Lendaku zajmowali się głównie pasterstwem, wypalali wapno i trudnili się płóciennictwem.
W 1313 roku rodzina Berzeviczy dokonała wymiany Lendaku na majątek zakonu bożogrobców w Chmeľovie. Po wymianie bożogrobcy postawili w Lendaku klasztor. W 1593 roku zakon sprzedał Lendak rodzinie Horváth-Palocsayi i stał się on ich siedzibą. W 1787 roku Lendak liczył 81 domów, w których mieszkało 750 mieszkańców. W 1828 roku wieś liczyła już 136 domów zamieszkałych przez 985 mieszkańców. W latach 1856–1879 majątki swe miały tu rodziny Hohenlohe i Salomon. Po I wojnie światowej rozkwitła w Lendaku twórczość ludowa i wypas bydła. Zaraz po II wojnie światowej, w 1946 roku wieś nawiedził olbrzymi pożar, który strawił 70% zabudowań.
Pierwotne nazwy Lendaku to: Ruda, Landeck (przed 1289 rokiem), Landok (1289), Landeck (1313), Landec (1585), Landocinum (1773), Lendak (1808).

## Zabytki
Do najważniejszych zabytków Lendaku należy kościół z XIV w. wybudowany w stylu gotyckim (w 1925 roku został poddany renowacji). W kościele tym znajduje się późnogotycki ołtarz pochodzący z XV w. Dawny klasztor krzyżowców został przebudowany na dom rodzinny.

## Kultura
We wsi jest używana gwara spiska, zaliczana przez polskich językoznawców jako gwara dialektu małopolskiego języka polskiego, przez słowackich zaś jako gwara przejściowa polsko-słowacka. W pierwszej ćwierci XXI wieku wciąż żywa jest też góralska tradycja objawiająca się m.in. noszeniem przy okazji większych uroczystości lokalnej odmiany stroju spiskiego.

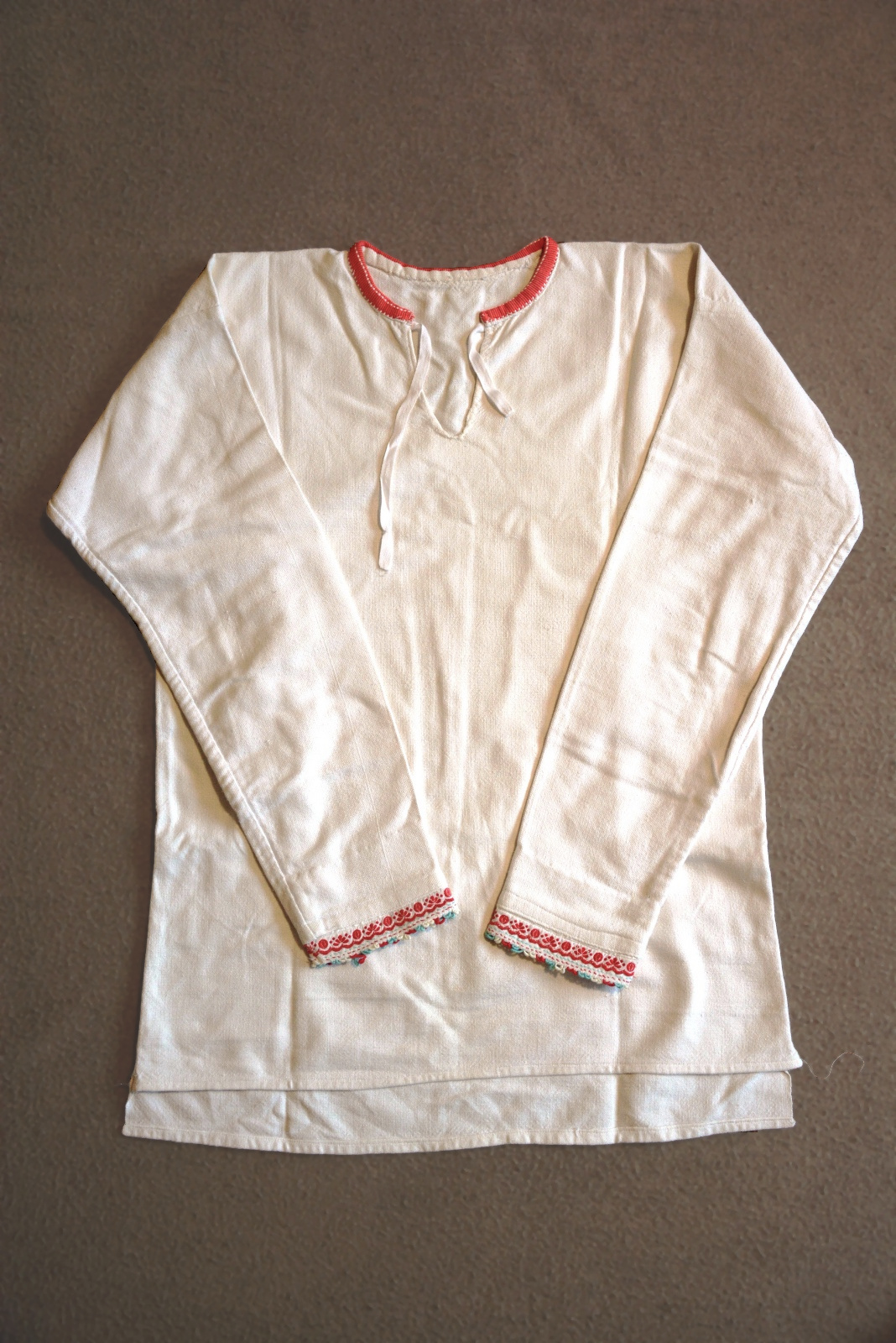
Tradycyjna koszula męska
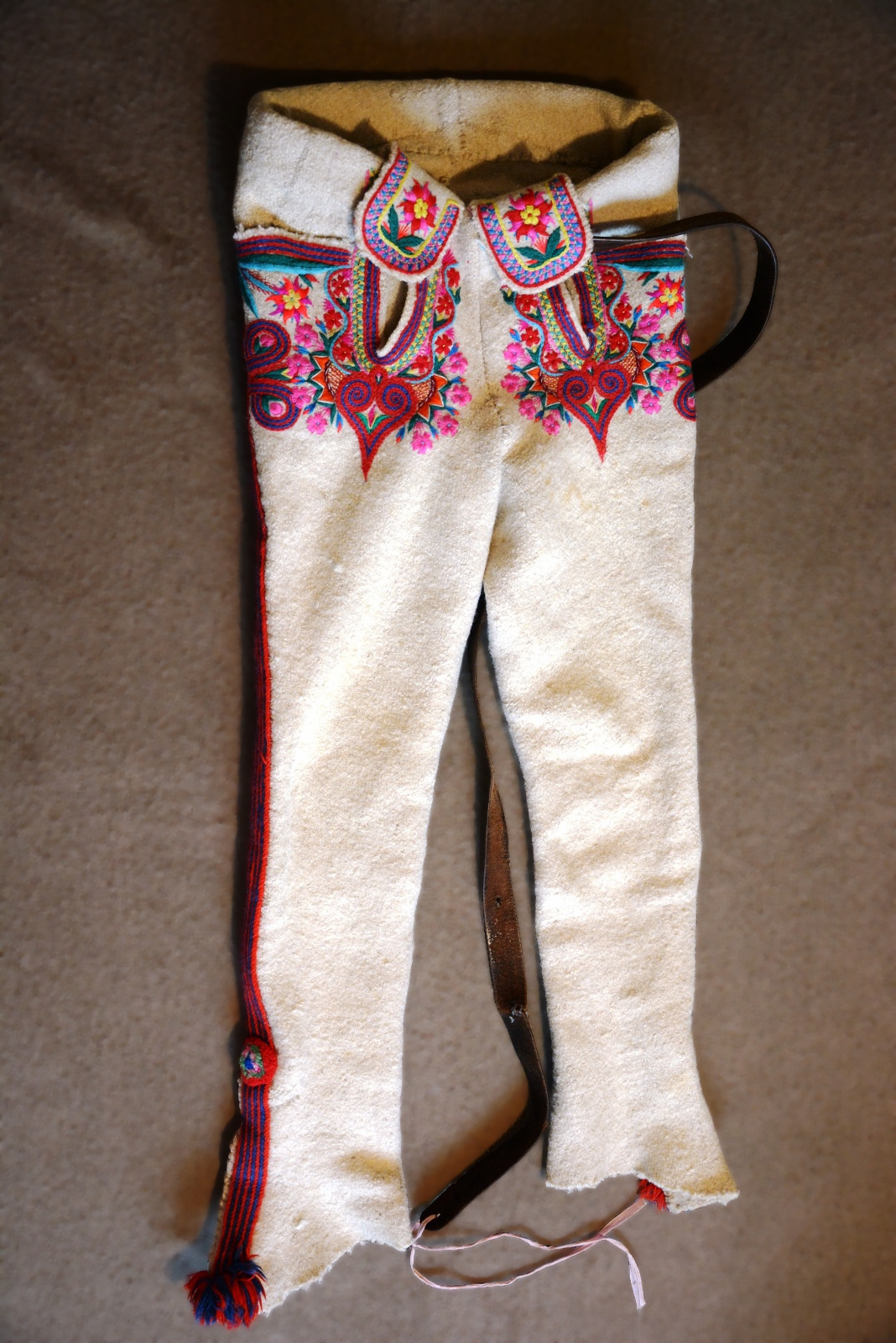
Spodnie męskie (pôrtky), typ I – przód
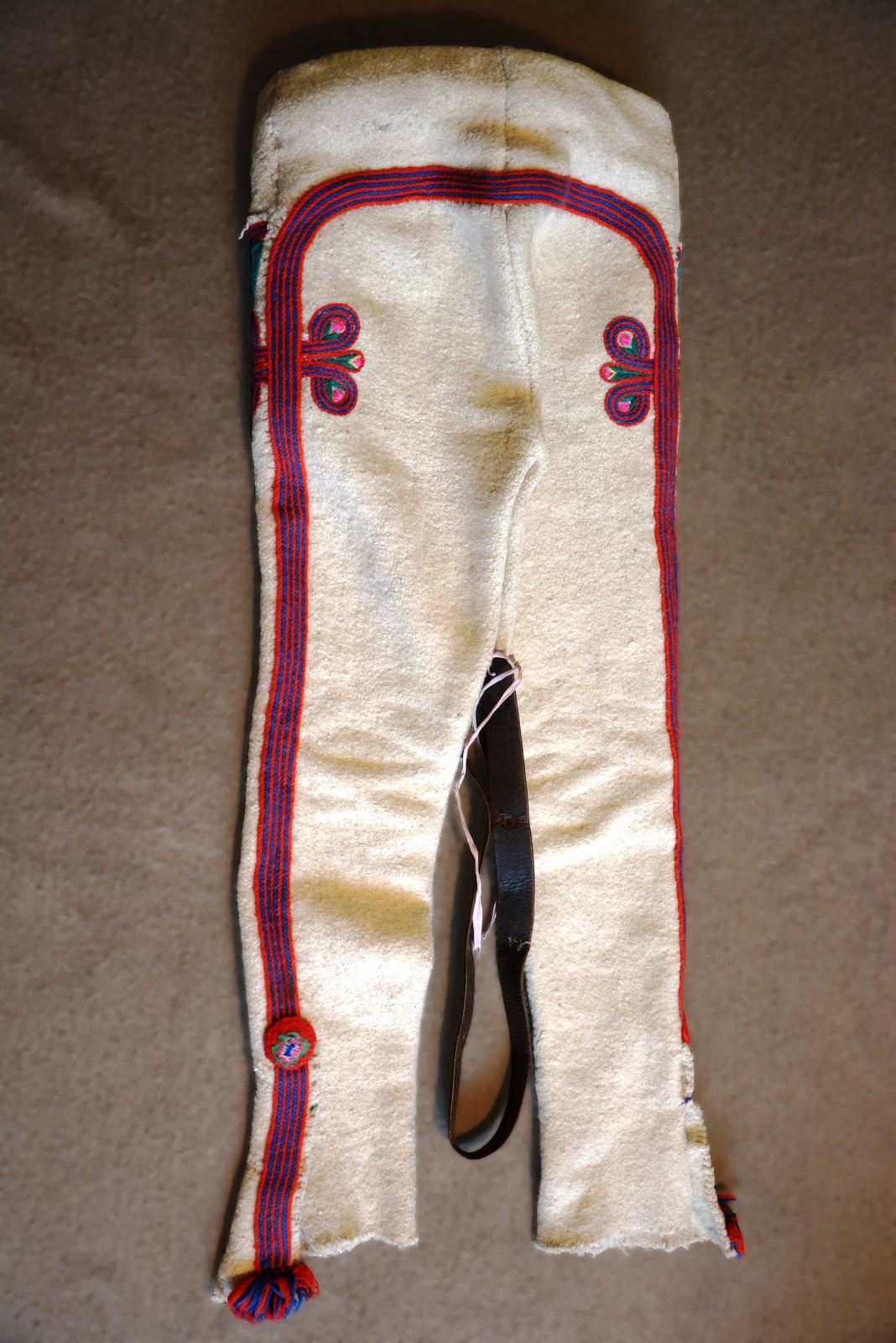
Pôrtky, typ I – tył
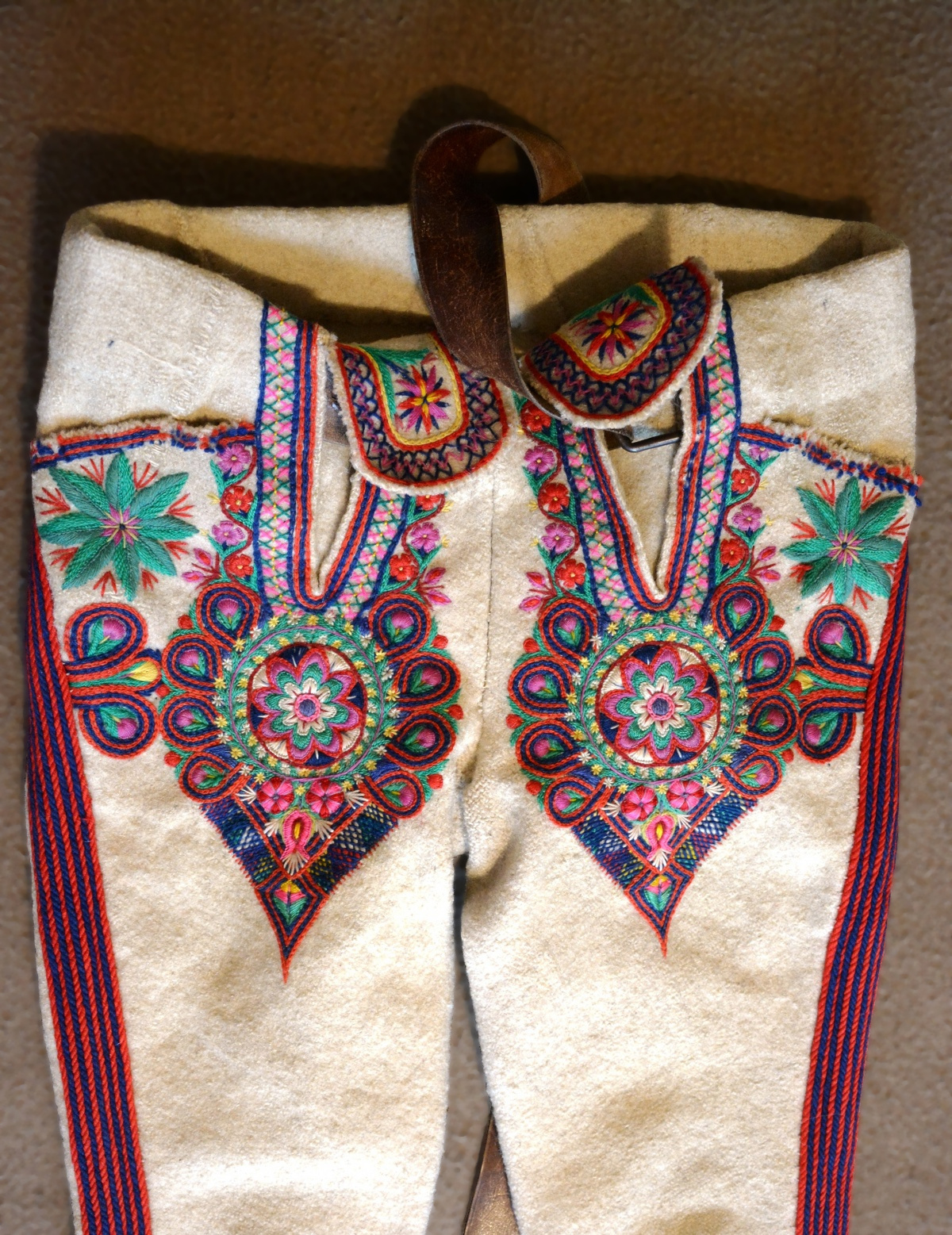
Pôrtky, typ II – obszycia przyporów
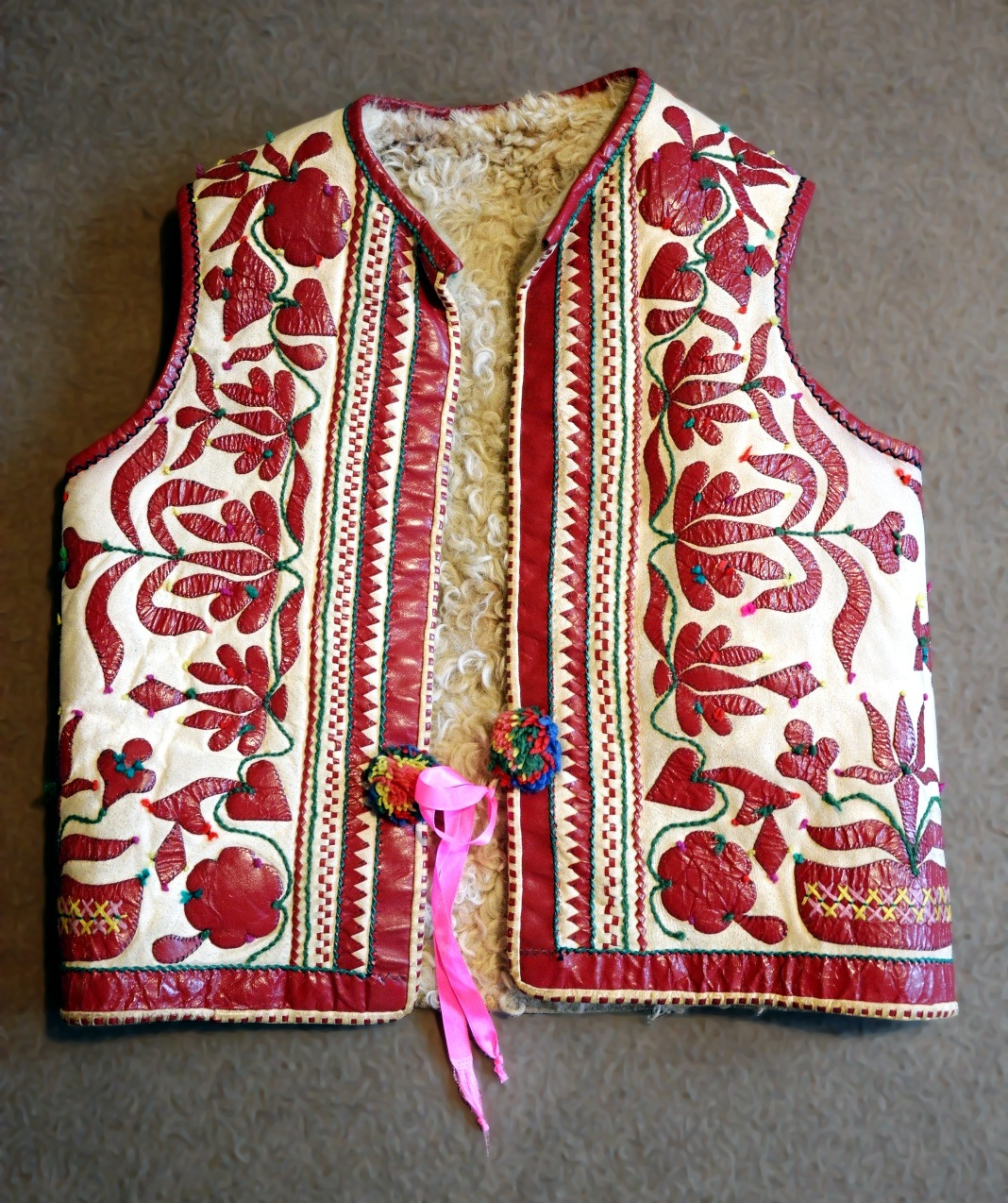
Kamizelka męska (serdok) – przód
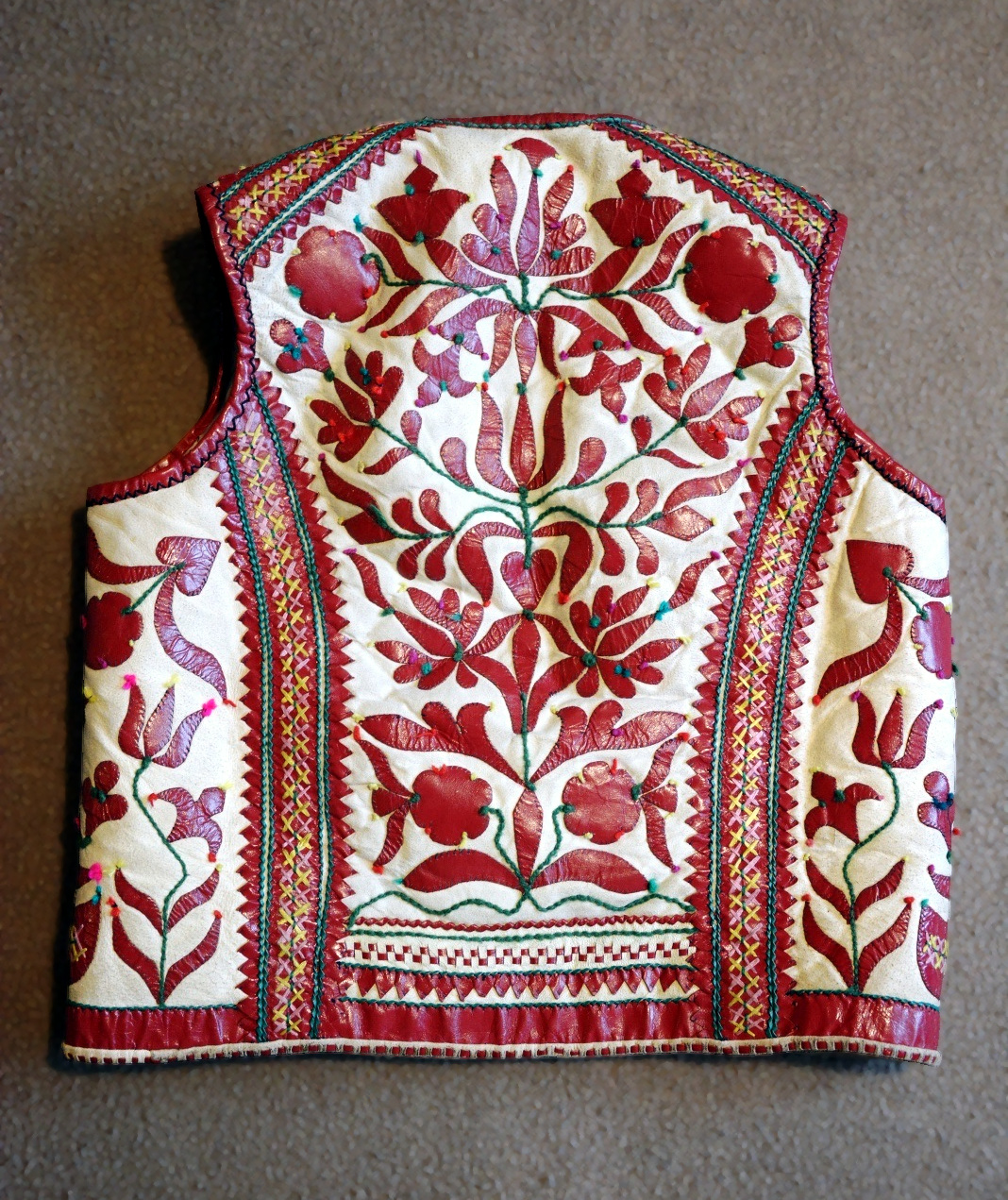
Serdok – tył

## Osoby związane z Lendakiem
W Lendaku urodził się i przez większość życia tu mieszkał Wojciech Halczyn (1863–1932) – polski działacz ludowy i niepodległościowy, członek polskiej delegacji na konferencji pokojowej w Paryżu w 1919 r. w sprawie przyłączenia Orawy i Spisza do Polski.